# Neckartailfingen
Neckartailfingen település Németországban, azon belül Baden-Württembergben. Lakosainak száma 4015 fő (2023. december 31.).

## Népesség
A település népessége az elmúlt években az alábbi módon változott:
| Lakosok száma | 1895 | 2541 | 3157 | 3271 | 3277 | 3394 | 3801 | 3865 | 3698 | 4015 |
|               | 1961 | 1967 | 1974 | 1980 | 1987 | 1993 | 2000 | 2006 | 2013 | 2023 |